# Gerano
Gerano ist eine Gemeinde in der Metropolitanstadt Rom in der italienischen Region Latium mit 1143 Einwohnern (Stand 31. Dezember 2023). Sie liegt 52 km östlich von Rom.
|  |

## Geographie
Gerano liegt auf einem Bergrücken der Monti Ruffi. Es ist Mitglied der Comunità Montana Valle dell’Aniene.

## Bevölkerungsentwicklung
| Jahr      | 1881 | 1901 | 1921 | 1936 | 1951 | 1971 | 1991 | 2001 | 2022 |
| --------- | ---- | ---- | ---- | ---- | ---- | ---- | ---- | ---- | ---- |
| Einwohner | 1384 | 1542 | 1736 | 1743 | 1754 | 1221 | 1133 | 1201 | 1157 |

Quelle: ISTAT

## Politik
Danilo Felici (Lista Civica: Gerano Da Vivere) wurde am 25. Juni 2014 zum Bürgermeister gewählt.